# Санникова, Лариса Владимировна
Лари́са Влади́мировна Са́нникова (род. 17 мая 1970, Макинск, Целиноградская (ныне Акмолинская) область, Казахская ССР, СССР) — российский учёный-правовед, специалист в сфере частного права, доктор юридических наук, профессор (2012), профессор РАН (2018), автор свыше 150 научных трудов, в том числе более 10 индивидуальных и коллективных монографий.

## Образование, квалификация
- 1987 — окончила среднюю школу № 2 гор. Целинограда Казахской ССР (ныне: Астана, Казахстан).
- 1987—1992 — обучалась на очном отделении юридического факультета Томского государственного университета (ТГУ) по специальности «правоведение».
- 1992—1995 — обучалась в очной аспирантуре юридического факультета ТГУ.
- 1996 — защитила кандидатскую диссертацию на тему «Проблемы правового регулирования отношений найма труда (цивилистический аспект)» по специальности 12.00.03 (гражданское право, гражданский процесс, семейное право, международное частное право).
- 2006 — присвоено ученое звание доцента по специальности 12.00.03.
- 2007 — защитила докторскую диссертацию на тему «Обязательства об оказании услуг в российском гражданском праве» по специальности 12.00.03.
- 2012 — присвоено учёное звание профессора по специальности 12.00.03.
- 2018 — присвоено почётное учёное звание профессора Российской академии наук по отделению общественных наук[1].

## Трудовая биография
- 1995—1997 — старший преподаватель, затем доцент кафедры гражданского права и процесса юридического института ТГУ.
- 1997—2000 — доцент кафедры гражданского и семейного права Московской государственной юридической академии (МГЮА).
- 2000—2019 — сотрудник Института государства и права Российской академии наук; последняя должность (с 2018) главный научный сотрудник, и. о. заведующего сектором гражданского права и процесса.
- С 2020 — руководитель Центра правовых исследований цифровых технологий Государственного академического университета гуманитарных наук (ГАУГН), профессор кафедры частного права[2].

## Научная деятельность
Обосновала частноправовую природу индивидуального трудового договора в условиях рыночной экономики. Разработала концепцию услуг в российском праве, в основе которой авторский подход к формированию правового режима услуг в постиндустриальном обществе.
Её исследования проблем правового регулирования отношений с использованием цифровых технологий (технологий распределённых реестров, искусственного интеллекта) заложили теоретическую основу развития нового научного направления — цифрового права. Впервые в российской научной литературе на монографическом уровне исследовала проблемы правового регулирования цифровых активов, а также разработала правовую типологию криптоактивов.
Руководитель ряда проектов, поддержанных российскими научными фондами:
«Российский рынок цифровых расчетных и финансовых инструментов: правовые и регуляторные вызовы» (грант РНФ № 24-18-00618);
«Верховенство закона в цифровой экономике Китая и России: современное состояние, проблемы и перспективы» (грант РФФИ № 121-511-93004 КАОН_а);
«Механизм правового регулирования отношений с использованием технологии распределенных реестров в экономической деятельности и в государственном управлении» (грант РФФИ № 18-29-16145 мк).

## Педагогическая деятельность
В качестве научного консультанта подготовила 1 доктора юридических наук. Под её научным руководством защищено 6 диссертаций на соискание учёной степени кандидата юридических наук. Соавтор ряда учебников и учебных пособий.

## Научно-экспертная деятельность
С 2014 года является членом научно-консультативного совета при Верховном cуде (ВС) РФ. В качестве члена рабочей группы при Верховном cуде РФ участвовала в подготовке постановлений Пленума ВС РФ по применению положений Гражданского кодекса РФ («О применении судами некоторых положений раздела I части первой Гражданского кодекса Российской Федерации» № 25 от 23 июня 2015; «О применении судами некоторых положений Гражданского кодекса Российской Федерации об ответственности за нарушение обязательств» № 7 от 24 марта 2016; «О некоторых вопросах применения общих положений Гражданского кодекса Российской Федерации об обязательствах и их исполнении» № 54 от 22 ноября 2016; «О некоторых вопросах применения положений главы 24 Гражданского кодекса Российской Федерации о перемене лиц в обязательстве на основании сделки» № 54 от 21 декабря 2017).
С 2015 года — эксперт РНФ. Также участвовала в качестве эксперта в работе РФФИ и Российского гуманитарного научного фонда.
С 2004 по 2011 годы являлась членом экспертного совета комиссии Государственной думы Федерального собрания РФ по законодательному обеспечению противодействия коррупции.

## Премии и награды
- Юбилейная медаль «100 лет Верховному Суду России» (2022)
- Почётный диплом за большой вклад в развитие фундаментальной науки и деятельность РФФИ (2019)
- Диплом и медаль Российской академии наук с премией для молодых учёных (2002)

## Некоторые публикации
Монографии
- Sannikova L. (ed.) Digital Technologies and Distributed Registries for Sustainable Development: Legal Challenges. Law, Governance and Technology Series (Vol. 64). Springer International Publishing, 2024. https://doi.org/10.1007/978-3-031-51067-0
- Санникова Л. В., Харитонова Ю. С. Цифровые активы: правовой анализ. — М., 2019.
- Санникова Л. В. Обязательства об оказании услуг в российском гражданском праве. — М.: Волтерс Клувер, 2007.
- Санникова Л. В. Услуги в гражданском праве России. — М.: Волтерс Клувер, 2006.
- Санникова Л.В. Договор найма труда в России. — М.: МТ-Пресс, 1999.

Научные статьи
- Санникова Л. В. Проблемы гармонизации нормативной базы стран ЕАЭС в области «зеленого» финансирования. // Банковское право. 2024. № 1. С. 21-27. https://doi.org/10.18572/1812-3945-2024-1-21-27
- Санникова Л. В. Правовые основы цифровых валют центральных банков и цифрового рубля. // Финансовый журнал. 2023. № 15(5). С. 27-44. https://doi.org/10.31107/2075-1990-2023-5-27-44
- Sannikova L. ESG vs Cryptoassets: Pros and Contras // GIURISPRUDENZA COMMERCIALE Anno L Fasc. 1 — 2023, 156—169.
- Санникова Л. В. Факторы риска использования криптоактивов в России и потенциал для их снижения. // Финансовый журнал. 2022. № 6. С. 124—138. https://doi.org/10.31107/2075-1990-2022-6-124-138

Учебники и пособия
- Иванова С. А., Пашенцев Д. А., Санникова Л. В. Актуальные проблемы гражданского права: учебное пособие. Сер. Высшее образование: Магистратура. — М., 2020.
- Гражданское право. Учебник. Часть 2. Обязательственное право (Санникова Л. В.: гл. 9) / Под ред. С. А. Ивановой. — М., 2018 (2-е изд. 2023).
- Проблемы интеграции частного и публичного права: учебное пособие для магистров (Санникова Л. В.: гл. 3 § 2) / под общ. ред. д-ра юрид. наук, проф. С. А. Ивановой. — М., 2023.
- Гражданское право. В 2 ч. Ч.2: учебник для студентов вузов, обучающихся по направлению «Юриспруденция» (Санникова Л. В.: гл. 44) / под ред. В. П. Камышанского, Н. М. Коршунова, В. И. Иванова. — М., 2011.

Наукометрия
По данным eLibrary на весну 2025 года, работы Санниковой цитировались более 3000 раз, индекс Хирша — 31.